# Chamaedorea ernesti-augusti
Espèce
Synonymes
- Eleutheropetalum ernesti-augustii   (H.Wendl.) Oerst.   	(1859)
- Morenia ernesti-augustii   (H.Wendl.) H.Wendl.    (1853)
- Nunnezharia ernesti-augustii   H.Wendl.) Kuntze    (1891)
- Chamaedorea glazioviana  Drude ex Guillaumin  (1925)
- Chamaedorea simplicifrons  Heynh.     	(1846), nom. nud.
- Geonoma corallifera   C.Morren    	(1855)
- Geonoma latifrons   Burret    	(1933), pro syn.
- Nunnezharia simplicifrons   (Heynh.) Kuntze    (1891), not validly publ.  [1]

Chamaedorea ernesti-augusti  est une espèce de plantes à fleurs de la famille des Arecaceae trouvée au Mexique et au Honduras. C'est un petit palmier originaire des forêts denses, tropicales et humides.

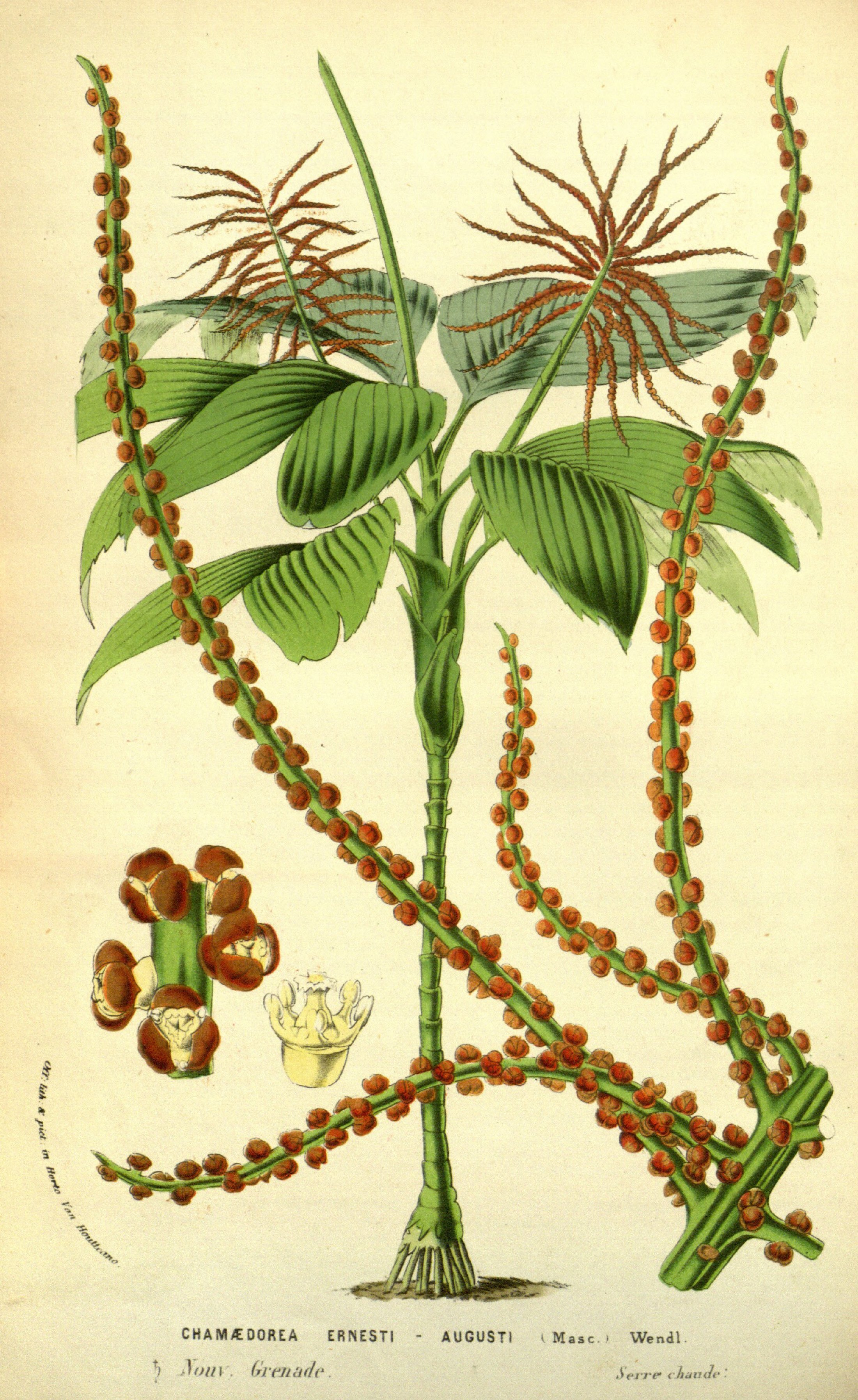
Illustration

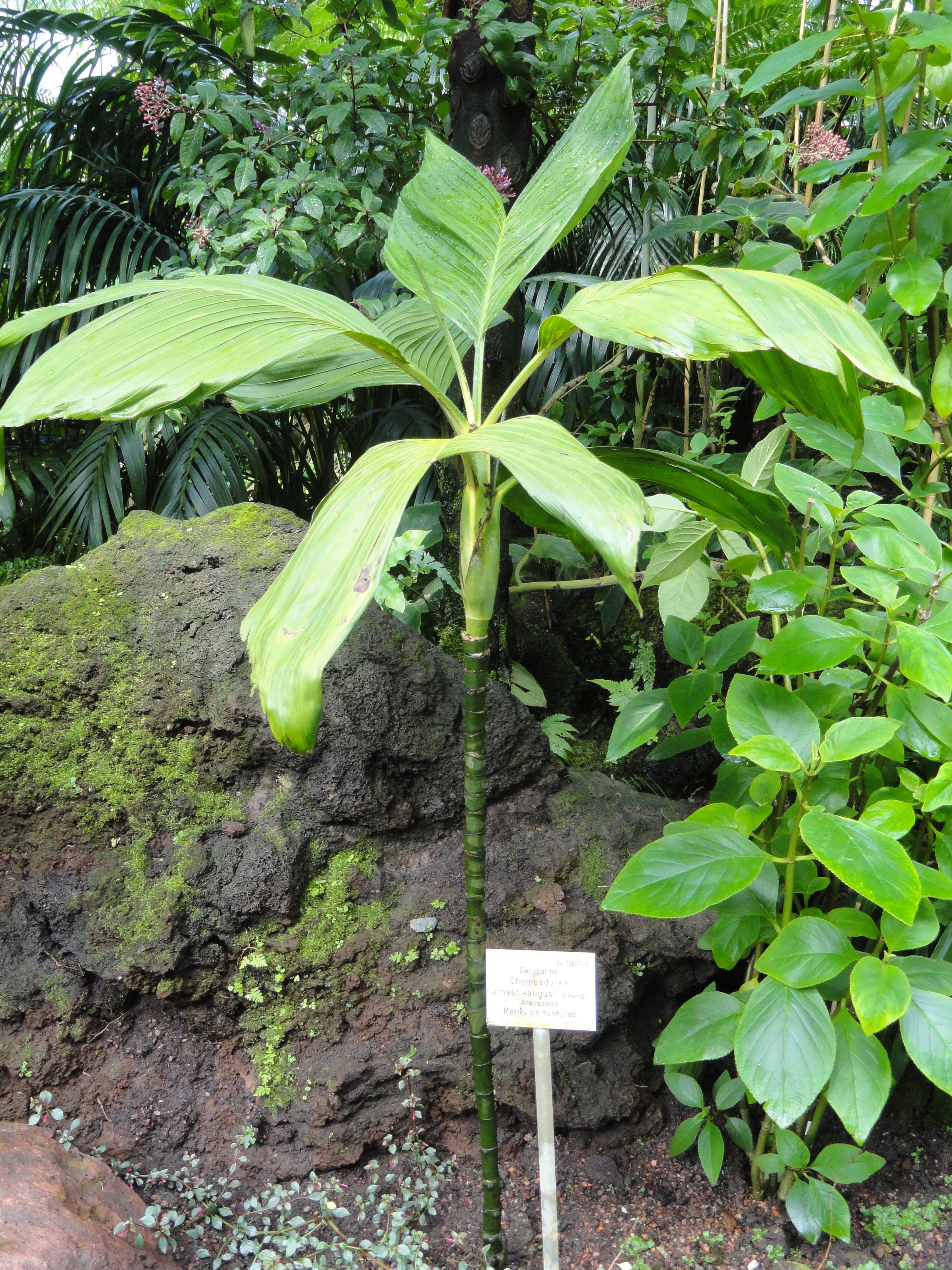
C. ernesti-augusti.

## Description
Ce sont des palmiers à tiges solitaires, minces, dressés de 2 m de hauteur, ou plus, mais parfois presque sans tige.
Les feuilles: 5-8, entières et bifides, avec une gaine foliaire de 5-15 cm de long, striées longitudinalement avec des nervures, avec un pétiole de 10-25 cm de long, canalisé et vert, rond ;rachis de 20 -25 cm de long, anguleux et vert au-dessus, arrondi en dessous avec  une bande jaunâtre s'étendant sur la gaine foliaire, la feuille de 25-60 x 20-30 cm, largement cunéiforme-obovale, avec des incisions apicales profondes, vert foncé terne au-dessus, sans éclat vert en dessous. Inflorescences interfoliaires, mais parfois infrafoliaires, solitaires. Le fruit mesure 15 x 08,10 mm, subglobuleux à ellipsoïdal, de couleur vert bleuâtre, devenant noir à maturité.

## Distribution et habitat
C'est une espèce que l'on trouve dans la foret humide de l'océan pacifique sur le versant atlantique, principalement en basse altitude, à des altitudes de 1000 m, souvent dans le calcaire. On le trouve au Belize, au Guatemala, au Honduras et au Mexique .
Avec ses grandes feuilles bifides, atteignant 60 cm de long par 30 cm de large, lui donnant une apparence particulière et unique. C'est une plante facile et tolérant une faible luminosité, ce palmier convient bien en intérieur, en  véranda, et au jardin de sous-bois dans un jardin tempéré chaud à tropical.
Ces frondes sont très populaires, le xate (en) chez les fleuristes sert aux arrangements floraux, pour les préparations du dimanche des Rameaux et les décorations funéraire, car elles peuvent durer jusqu'à 40 jours après avoir été coupées. Les estimations (mars 2012) ont calculé un nombre de 400 millions de tiges exportées du Guatemala et du Belize vers l'Amérique du Nord et l'Europe chaque année .

## Taxonomie
Chamaedorea ernesti-augusti a été décrite par Hermann Wendland et publié dans Allgemeine Gartenzeitung  20(10): 73–74, en 1852. (6 Mars 1852)
Étymologie
Chamaedorea: Nom générique qui dérive des mots grecs: χαμαί (chamai), qui signifie "sur le terrain", et δωρεά (dorea) , qui désigne un "cadeau", en référence aux fruits facilement obtenus dans la nature par la faible hauteur des plantes .
ernesti-augusti , Épithète donné en l'honneur d'Ernest Auguste Ier de Hanovre  (1837-1851)

### Nom commun
On le nomme Xaté, (ou «xate palm» en anglais)  guayita, queue de poisson (cola de pescado en espagnol), au Mexique .